# Bromure d'osmium(IV)
Le bromure d'osmium(IV) est un composé chimique de formule OsBr4. Il s'agit d'un solide noir qui se décompose à 350 °C dans l'air pour donner de l'oxybromure d'osmium Os2OBr6. Il cristallise dans le système orthorhombique selon le groupe d'espace Pbca (no 61) avec comme paramètres a = 633,99 pm, b = 1 210,92 pm, c = 1 461,5 pm et Z = 8.
Le bromure d'osmium(IV) peut être obtenu en faisant réagir de l'osmium élémentaire avec du brome Br2 à pression et température élevées :
Os + 2 Br2 ⟶ OsBr4.
Il peut également être obtenu par réaction du chlorure d'osmium(IV) OsCl4 avec le brome à 330 °C et pression élevée ou en traitant du tétroxyde d'osmium OsO4 avec une solution éthanolique de bromure d'hydrogène HBr.
La décomposition thermique de l'OsBr4 dans une enceinte scellée à une température de 300 à 400 °C peut donner du bromure d'osmium(III) OsBr3 :
2 OsBr4 ⟶ 2 OsBr3 + Br2.